# 1922 no cinema

## Principais filmes produzidos
- Beyond the Rocks,  dirigido por Sam Wood com Gloria Swanson e Rudolph Valentino
- Blood and Sand, dirigido por Fred Niblo com Rodolfi Valentino, Nita Naldi, and Lila Lee
- Cops (Buster Keaton)
- Crainquebille dirigido por Jacques Feyder
- Dr. Mabuse, der Spieler dirigido por Fritz Lang
- La Femme de nulle part, dirigido por Louis Delluc
- Foolish Wives, dirigido e estrelado por Erich von Stroheim
- Grandma's Boy, com Harold Lloyd
- Häxan, dirigido por Benjamin Christensen
- Manslaughter, com Thomas Meighan
- Miss Lulu Bett, dirigido por William C. de Mille
- More to Be Pitied Than Scorned
- Mud and Sand, paródia de Blood and Sand, com Stan Laurel e Oliver Hardy.
- Nanook of the North (documentário)
- Nosferatu, eine Symphonie des Grauens (Nosferatu), dirigido por F.W. Murnau com Max Schreck
- No Paiz das Amazonas, de Silvino Santos
- Oliver Twist, com Jackie Coogan
- Pay Day
- Phantom, dirigido or F.W. Murnau com Alfred Abel, Lil Dagover e Lya De Putti
- The Prisoner of Zenda, com Lewis Stone
- Robin Hood, dirigido por Allan Dwan com Douglas Fairbanks
- Saturday Night, com Leatrice Joy e Conrad Nagel.
- Shadows dirigido por Tom Forman, com Lon Chaney e Marguerite De La Motte
- Sherlock Holmes, com John Barrymore
- Smilin' Through, com Norma Talmadge
- The Toll of the Sea
- When Knighthood Was in Flower com Marion Davies

### Séries de curta-metragem
- Charlie Chaplin (1914-1923)
- Buster Keaton (1917-1941)
- Laurel and Hardy (O Gordo e o Magro) (1921-1943)
- Our Gang (1922-1944)

### Séries de animação
- Felix the Cat (O Gato Félix) (1919-1936)
- Koko the Clown (1919-1963)
- Aesop's Film Fables (1921-1934)

## Nascimentos
| Data            | Nome                 | Profissão                         | Nacionalidade           | Observações               | Ref |
| --------------- | -------------------- | --------------------------------- | ----------------------- | ------------------------- | --- |
| 7 de janeiro    | Vincent Gardenia     | ator                              | Itália / Estados Unidos | m. 1992                   |     |
| 13 de janeiro   | Albert Lamorisse     | diretor                           | França                  | m. 2008                   |     |
| 19 de janeiro   | Guy Madison          | ator                              | Estados Unidos          | m. 1996                   |     |
| 21 de fevereiro | Colette Brosset      | atriz, cenógrafa e argumentista   | França                  | m. 2007                   |     |
| 5 de março      | Pier Paolo Pasolini  | escritor, poeta e cinegrafista    | Itália                  | m. 1975                   |     |
| 27 de maio      | Christopher Lee      | ator                              | Inglaterra              | m. 2015                   |     |
| 10 de junho     | Judy Garland         | atriz, cantora                    | Estados Unidos          | m. 1969                   |     |
| 10 de junho     | Bibi Ferreira        | atriz, cantora e diretora teatral | Brasil                  | m. 2019                   |     |
| 9 de julho      | Angelines Fernández  | atriz                             | Espanha                 | m. 1994                   |     |
| 26 de julho     | Blake Edwards        | cineasta                          | Estados Unidos          | m. 2010                   |     |
| 8 de agosto     | Rory Calhoun         | ator                              | Estados Unidos          | m. 1999                   |     |
| 23 de agosto    | Tônia Carrero        | atriz                             | Brasil                  | m. 2018                   |     |
| 1 de setembro   | Vittorio Gassman     | ator                              | Itália                  | m. 2000                   |     |
| 1 de setembro   | Yvonne De Carlo      | atriz                             | Canadá                  | m. 2007                   |     |
| 3 de setembro   | Burt Kennedy         | roteirista e cineasta             | Estados Unidos          | m. 2001                   |     |
| 7 de setembro   | Paulo Autran         | ator                              | Brasil                  | m. 2007                   |     |
| 27 de outubro   | Michel Galabru       | ator                              | França                  | m. 2016 Prémio César 1977 |     |
| 22 de dezembro  | Ruth Roman           | atriz                             | Estados Unidos          | m. 1999                   |     |
| 24 de dezembro  | Ava Gardner          | atriz                             | Estados Unidos          | m. 1990                   |     |
| 28 de dezembro  | Mariana Rey Monteiro | actriz                            | Portugal                | m. 2010                   |     |

## Mortes
| Data            | Nome                   | Profissão               | Nacionalidade  | Observações | Ref |
| --------------- | ---------------------- | ----------------------- | -------------- | ----------- | --- |
| 22 de fevereiro | William Desmond Taylor | diretor, assassinado.   | Estados Unidos | n. 1872     |     |
| 21 de maio      | Sidney Ainsworth       | ator                    | Estados Unidos | n. 1872     |     |
| 5 de julho      | Bobby Connelly         | ator infantil           | Estados Unidos | n. 1909     |     |
| 6 de junho      | Lillian Russell        | atriz, cantora de ópera | Estados Unidos | n. 1861     |     |
| 30 de novembro  | René Cresté            | ator e diretor          | França         | n. 1881     |     |